# Сума кубів двох виразів

Наочне доведення формул суми і різниці кубів двох виразів

Сума кубів двох виразів — у математиці це число, зведене в куб, додане до іншого числа, зведеного в куб.

## Факторизація
Відповідно до тотожності елементарної алгебри кожну суму кубів можна розкласти на множники:{\displaystyle a^{3}+b^{3}=(a+b)(a^{2}-ab+b^{2}).}
Біноміальні числа узагальнюють цю факторізацію до вищих непарних ступенів.

### Мнемонічний метод
Для запам'ятовування правильного розташування символів додавання та віднімання під час розкладання кубів іноді використовується мнемонічний метод «однаковий, протилежний, завжди позитивний». При застосуванні цього методу до розкладання на множники «однаковий» представляє перший член із тим самим знаком, що й вихідний вираз, «протилежний» представляє другий член із знаком, протилежним вихідному виразу, а «завжди позитивний» представляє третій член виразу, який є завжди позитивним.
|                       | Вихідний знак     |                                      | Однаковий         |                          | Протилежний       |                    | Завжди позитивний |                        |
|                       |                   |                                      |                   |                          |                   |                    |                   |                        |
| {\displaystyle a^{3}} | {\displaystyle +} | {\displaystyle b^{3}\quad =\quad (a} | {\displaystyle +} | {\displaystyle b)(a^{2}} | {\displaystyle -} | {\displaystyle ab} | {\displaystyle +} | {\displaystyle b^{2})} |
| {\displaystyle a^{3}} | {\displaystyle -} | {\displaystyle b^{3}\quad =\quad (a} | {\displaystyle -} | {\displaystyle b)(a^{2}} | {\displaystyle +} | {\displaystyle ab} | {\displaystyle +} | {\displaystyle b^{2})} |

### Доказ
Починаючи з виразу {\displaystyle a^{2}-ab+b^{2}} і помножуючи його на a + b, отримуємо {\displaystyle (a+b)(a^{2}-ab+b^{2})=a(a^{2}-ab+b^{2})+b(a^{2}-ab+b^{2}).} Розподіляючи a і b на вираз {\displaystyle a^{2}-ab+b^{2}},{\displaystyle a^{3}-a^{2}b+ab^{2}+a^{2}b-ab^{2}+b^{3}} та скасовуючи протилежні доданки, отримуємо  {\displaystyle a^{3}+b^{3}.}
Аналогічно для різниці кубів, {\displaystyle {\begin{aligned}(a-b)(a^{2}+ab+b^{2})&=a(a^{2}+ab+b^{2})-b(a^{2}+ab+b^{2})\\&=a^{3}+a^{2}b+ab^{2}\;-a^{2}b-ab^{2}-b^{3}\\&=a^{3}-b^{3}.\end{aligned}}}

## Велика теорема Ферма
Велика теорема Ферма у випадку третього ступеня, стверджує, що сума двох ненульових цілих кубів не дорівнює ненульовому цілому кубу. Перший відомий доказ для третього ступеня був наданий Ейлером.

## Число таксі і число кеб-таксі
Число таксі — це найменше додатне число, яке можна виразити як суму двох цілих додатних кубів n різними способами. Найменше число таксі після Ta(1) = 1 дорівнює Ta(2) = 1729, і виражається як
{\displaystyle 1^{3}+12^{3}} або {\displaystyle 9^{3}+10^{3}}.
Ta(3), найменше число таксі, виражене трьома різними способами, дорівнює 87 539 319, може бути записане як
{\displaystyle 436^{3}+167^{3}}, {\displaystyle 423^{3}+228^{3}} або {\displaystyle 414^{3}+255^{3}}.
Число кеб-таксі — це найменше додатне число, яке можна виразити як суму двох цілих кубів n способами, де куби можуть бути від'ємними, дорівнювати нулю або бути додатними. Найменше число кеб-таксі після Cabtaxi(1) = 0 є Cabtaxi(2) = 91, і виражається як:
{\displaystyle 3^{3}+4^{3}} або {\displaystyle 6^{3}-5^{3}}.
Cabtaxi(3), найменше число кеб-таксі, виражене трьома різними способами, дорівнює 4104, може бути виражене як
{\displaystyle 16^{3}+2^{3}}, {\displaystyle 15^{3}+9^{3}} або {\displaystyle -12^{3}+18^{3}}.

## Подальше читання
- Broughan, Kevin A. (January 2003). Characterizing the Sum of Two Cubes (PDF). Journal of Integer Sequences[en]. 6 (4): 46. Bibcode:2003JIntS...6...46B.